# Herman Tollius
Pour les articles homonymes, voir Tollius.
Herman Tollius, né le 28 février 1742 à Bréda aux Pays-Bas et mort le 29 avril 1822 à Leyde, fut un universitaire, un linguiste et un philologue néerlandais.

## Biographie
Après des études à l'université de Leyde, il devient en 1767 professeur d'éloquence et de grec à l'Université de Harderwijk. Puis en 1778, il intègre l’Athenæum d'Amsterdam pour professer l'histoire et le grec. 
En 1785, Herman Tollius est nommé précepteur des enfants du stathouder Guillaume V. En 1794, le stathouder le nomme commissaire-général civil et l’envoie à l'armée anglaise chargée de protéger la Hollande. Guillaume V le chargea de fonder des colonies allemandes sur ses terres en Pologne.
En 1809, il est professeur de statistique et de diplomatie à l’université de Leyde. En 1814, pendant la révolution, l’université est fermée. Lors de son rétablissement, il y devient professeur de littérature grecque et latine jusqu'à sa mort en 1822.
Il a été nommé membre de l'institut royal d'Amsterdam. Il a rédigé plusieurs écrits pour la plupart en latin.

## Publications sélectives
- Exposé des maux de la Hollande et des remèdes à y apporter, 1796, 106 p. (lire en ligne)
- (la) Narratio de vita Nicolai Paradisii, 1813 (lire en ligne).
- (la) Hermanni Tollii ... Oratio, de Gerardo Johanne Vossio, grammatico perfecto, 1778 (lire en ligne).
- Une édition du Lexicon Homericum d'Apollonios le Sophiste, avec notes (Leyde, 1788).
- Des Mémoires concernant la république des Provinces-Unies, en néerlandais (Leyde, 1814-1816).

### Sources
- Jacques-Joseph Champollion et Jean-François Champollion, Bulletin des sciences historiques, antiquités, philologie, t. 2, Paris, 1824, 360 p. (lire en ligne) Une notice nécrologie de Herman Tollius figure à la page 221 de cet ouvrage.
- Marie-Nicolas Bouillet  et Alexis Chassang (dir.), « Herman Tollius » dans Dictionnaire universel d’histoire et de géographie, 1878 (lire sur Wikisource)